# 澤庵宗彭
澤庵宗彭（日语：／ Takuan Sōhō，1573年12月24日—1646年1月27日）是安土桃山時代至江戶時代前期的臨濟宗之僧。大德寺住持。昭和19年（1944年），追諡普光國師。號東海、暮翁等。

## 生涯
天正元年12月1日（1573年12月24日），生於但馬國出石（現兵庫縣豐岡市）。寛永6年（1629年），因紫衣事件流罪出羽國，在流刑地受上山藩主厚待。寛永9年（1632年），被赦免。寛永15年（1638年），據說受柳生宗矩之託，赴大和國柳生庄，任芳德寺開山。寛永16年（1639年），受德川家光招聘，在江戶開萬松山東海寺開。通書畫、詩文、茶道，留下許多墨寶。正保2年12月11日（1646年1月27日），逝於江戶。享年74。一般認為是澤庵漬 (一種醃漬蘿蔔)的發明人。

## 著書
- 澤庵和尚法語
- 不動智神妙錄
- 太阿記
- 理氣差別論
- 明暗双双集
- 東海夜話
- 安心法門
- 鎌倉巡禮記
- 玲瓏集

## 關連項目
- 宗鏡寺 - 墓所
- 澤庵漬
- 明治館
- 無理問答

## 外部連結
- 沢庵和尚像（重要文化財） （页面存档备份，存于）
- 沢庵和尚の墓 （页面存档备份，存于）
- 沢庵和尚ゆかりの寺 （页面存档备份，存于）